# Neznanog junaka
La rue Neznanog junaka (en serbe cyrillique : Незнаног јунака ; en français : la « Rue du héros inconnu ») est une rue de Belgrade, la capitale de la Serbie, située dans la municipalité urbaine de Savski venac.

## Parcours
La rue Neznanog junaka naît à la hauteur d'un rond-point du Bulevar kneza Aleksandra Karađorđevića. Elle s'oriente vers le sud-est, laisse sur sa droite les rues Mladena Stojanovića et Belocrkvanska puis passe le croisement des rues Koste Racina (à sa gauche) et Đorđa Rojdolovića (à sa droite. Elle passe ensuite les rues Domentijanova (à droite), Sime Lozavića (à gauche), Paje Adamova (à droite) puis les rues Palackova, Namesnika Protića et Nake Spasić. Elle se termine au croisement de la rue Generala Šturma et de la rue Crnotravska qui en constitue le prolongement.

## Mission diplomatique
L'ambassade du Danemark est installée au n° 9a.

## Économie
Un supermarché Maxi supermarket est ouvert au n° 2.

## Médias
Le siège de la chaîne de télévision RTV Pink se trouve au n° 1.

## Transports
La rue est desservie par trois lignes de bus de la société GSP Beograd, soit les lignes 59 (Slavija – Petlovo brdo), 78 (Banjica II – Zemun Novi grad) et 94 (Novi Beograd Blok 45 – Miljakovac I) ; on peut également y emprunter les lignes de trolleybus 40 (Zvezdara – Banjica II) et 41 (Studentski trg – Banjica II).